# Ель-Гіхо

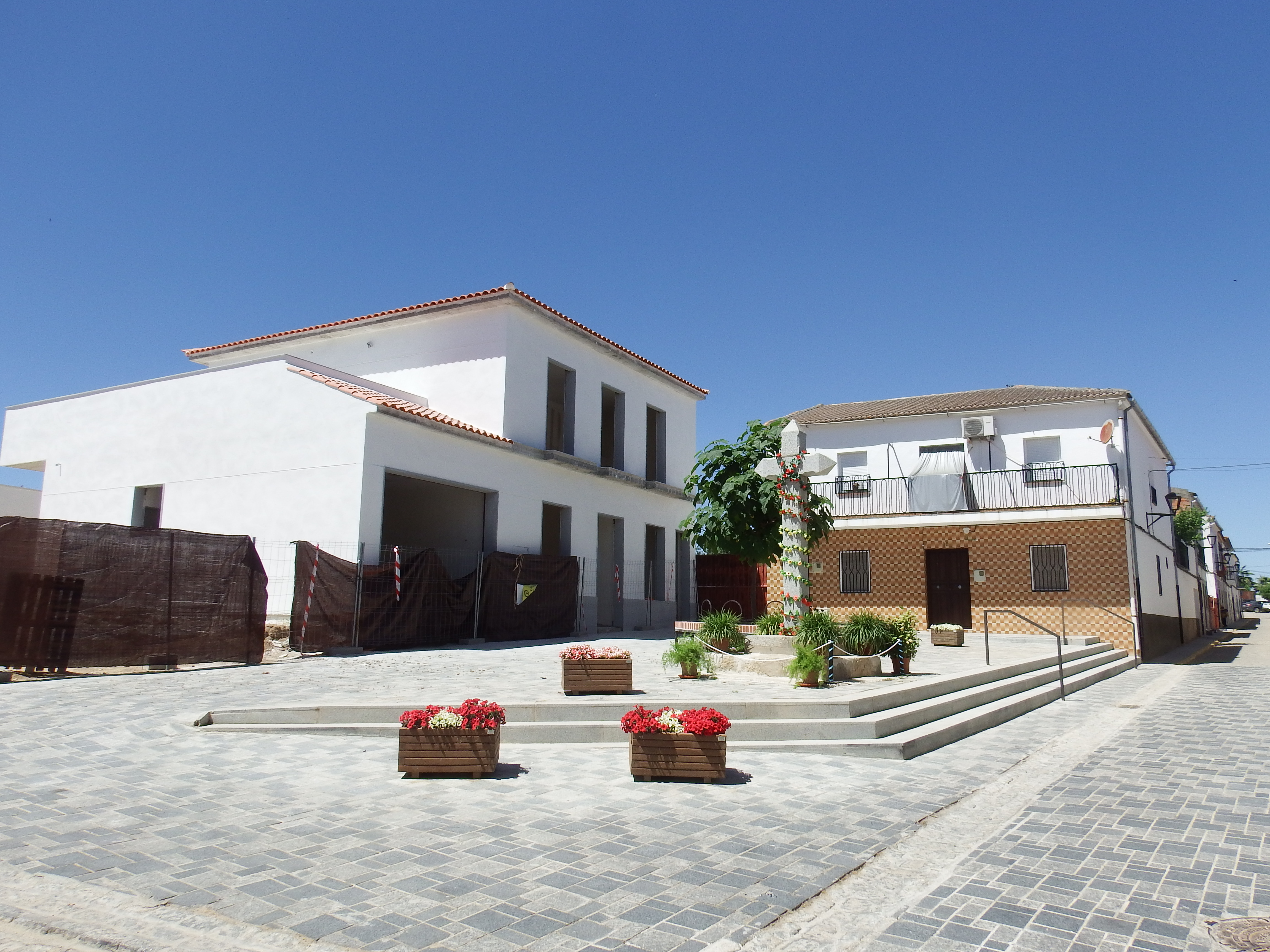

Ель-Гіхо (ісп. El Guijo) — муніципалітет в Іспанії, у складі автономної спільноти Андалусія, у провінції Кордова. Населення — 429 осіб (2010).
Муніципалітет розташований на відстані близько 230 км на південний захід від Мадрида, 70 км на північ від Кордови.

## Демографія
Динаміка населення (INE ):

## Галерея зображень

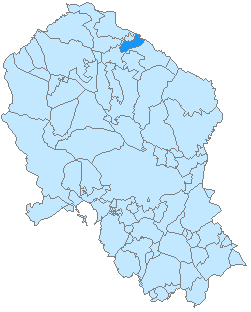
Розташування муніципалітету у провінції Кордова